# Wereldkampioenschap League of Legends
Het Wereldkampioenschap League of Legends is het jaarlijkse professionele wereldkampioenschapstoernooi van League of Legends, georganiseerd door Riot Games. Als hoogtepunt van elk seizoen brengt het toernooi de beste teams van elk groot kampioenschap samen, die vervolgens strijden om de wereldtitel. De hoofdprijs is de Summoner's Cup van 32 kg en een geldbedrag van meerdere miljoenen dollars. De wereldkampioenschappen van League of Legends kenden veel succes, waardoor het evenement is uitgegroeid tot een van de meest prestigieuze en best bekeken toernooien ter wereld.